# Персијски вез
Персијски вез је врста персијске уметности и рукотворина.

## Историја
Нагађало се да је персијски вез постојао од античких времена односно барем од времена Сасанидског царства, што је засновано на бројним дезенима видљивим на скулптурама у стенама и сребрном посуђу тог периода. Класификовао их је професор Ернст Херцфелд. Узорци на капуту Хозроје II у Так-е Бостану су у високом рељефу; могу представљати вез. Округли, животиње и други познати мотиви сасанидске уметности такође су коришћени као шаблони за скулптуре које представљају вез.
Најранији комад физичког персијског веза је нађен у периоду Селџучког царства (1037–1194. н.е.); имао је проминентан образац у кинеском стилу, који је утицао на дизајн. Кинески стил везења овог времена карактерисао је сатенски бод (перзијски: тираз) направљен од свиленог конца и примењиван је углавном у сврхе орнаментације.
Сермех вез (перзијски: sermeh-duzi) је ирански древни стил веза са пореклом из династије Ахеменида (705–330 п.н.е.) и садржи златни и/или сребрни вез. Златни и сребрни вез (персијски: малилех-дузи ) је цветао широм Персије и коришћен је за украшавање кућних предмета.
Патех је иранска традиционална народна умјетност рукотворина која је настала у провинцији Керман и углавном је повезана са провинцијом Керман, а традиционално стварају жене. Патех ручни рад је направљен коришћењем свиленог конца, а уобичајени дизајни укључују дрво чемпреса и сунце са цветовима пејсли шара.